# انفصال‌گرایی
انفصال‌گرایی (به انگلیسی: disjunctivism)، موضعی در فلسفه ادراک است که وجود داده‌های حسی در برخی موارد مشخص را رد می‌کند. فصل منطقی همان‌چیزی است که میان ظواهر و واقعیتی نهفته و در عقب ظواهر «به‌طور ادراکی خود را برای شخص، ظاهر می‌سازد» وجود دارد.
ادراک‌های واقعی و توهم‎ها شامل یک صنف مشترک حالت‌ها یا رویدادهای ذهنی نیستند. بر اساس این نظریه، تنها چیزی مشترک میان ادراک‌های واقعی و توهم‌ها این است که فرد با درک درونی نمی‌تواند بگوید که آیا وی یک ادراک واقعی را تجربه می‌کند یا خیر. انفصال‌گراها به این دلیل این ادعا را مطرح می‌نمایند که آن‌ها باور دارند، در ادراک واقعی تجربهٔ فرد به‌طور واقعی یک شی بیرونی و مستقل از ذهن که ادراک می‌گردد را برای وی بازنمایی می‌کند. آن‌ها هم‌چنین مدعی هستند که در توهم هیچ شی خارجی که به آن ارتباط برقرار شود وجود ندارد و هم‌چنین هیچ داده-حسی که بخشی از ادراک باشد موجود نیست. از این‌رو، انفصال‌گرایی نوعی از واقع‌گرایی خام است (که معمولاً بنام واقع‌گرایی مستقیم نیز شناخته می‌شود).
انفصال‌گرایی نخستین بار توسط «مایکل هینتون» در ادبیات معاصر معرفی گردید و به‌طور غالب به جان مکداول نسبت داده شده‌است. دانکن پریچارد نیز به‌طور گسترده از انفصال‌گرایی دفاع نموده‌است. انفصال‌گراها می‌گویند، از ویژگی‌های مهم نظریه آن‌ها این است که این نظریه به برداشت معمول در مورد این‌که برای ادراک چیزی در جهان باید یک رابطه شناختی با آن چیز برقرار گردد، می‌پردازد.